# Ma'chellův odkaz
Machellův odkaz je 4. epizoda 3. řady sci-fi seriálu Hvězdná brána.

## Děj
SG-1 je na planetě PY3-948, kde najdou 9 mrtvol, původně Goa'uldů. Daniel najde tabulku i její druhou část. Ale něco do něj vleze, tak se vrátí zpět na Zemi. Daniel začne trpět schizofrenií. Zavřou ho do blázince. Přijde ho navštívit SG-1 a to něco přeleze do Teal'ca. Daniel si toho všimne, ale nikdo mu to nevěří. Teal'c onemocní, ale má jiné příznaky než Daniel. Danielův stav se zlepší a je propuštěn. Samanta, Jack a dr. Fraiserová zkoumají další věc, kterou s sebou přinesli z PY3-948. Vyleze z toho 10 parazitů, kteří dokáží vlézt do těla přes jakoukoli látku, i kůži. Doktorka a Jack začnou trpět halucinacemi, jako předtím Daniel, ale Samantha ne, protože ona kdysi měla v sobě Goa'ulda. Uslyší Machellův hlas: "Jsi osvobozen od Goa'ulda." a z uší ji vylezou 4 mrtví paraziti. Poté usoudí, že je to zbraň proti Goa'uldům a uzpůsobí svou krev, tak aby ji mohla dát ostatním. Uzdraví Jacka, dr. Fraiserovou a Teal'ca.